# Siemens-Schuckert D.I
Siemens-Schuckert D.I là một mẫu máy bay tiêm kích do Siemens-Schukert Werke chế tạo năm 1916.

## Quốc gia sử dụng
German Empire
- Luftstreitkräfte

## Tính năng kỹ chiến thuật(D.I)
Dữ liệu lấy từ The Illustrated Encyclopedia of Aircraft (Part Work 1982-1985), German Aircraft of the First World War 
Đặc điểm tổng quát
- Kíp lái: 1
- Chiều dài: 6 m (19 ft 8¼ in)
- Sải cánh: 7,50 m (24 ft 7⅜ in)
- Chiều cao: 2,59 m [3] (8 ft 5⅞ in)
- Diện tích cánh: 14,4 m² (156 ft²)
- Trọng lượng rỗng: 430 kg (946 lb)
- Trọng lượng có tải: 675 kg (1.485 lb)
- Động cơ: 1 × Siemens-Halske Sh.I, 110 hp (82 kW)

 Hiệu suất bay 
- Vận tốc cực đại: 155 km/h (84 knot, 97 mph)
- Thời gian bay: 2 h 20 phút
- Lên độ cao 4.000 m (13.125 ft): 24 phút 18 giây

Trang bị vũ khí

- 1 hoặc 2 súng máy LMG 08/15 7,92 mm